# Jean Dufay
Jean Claude Barthélemy Dufay, né le 18 juillet 1896 à Blois et mort le 6 novembre 1967 à Chaponost, est un astronome et astrophysicien français, directeur de l'observatoire de Lyon et de l'observatoire de Haute-Provence.

## Biographie
Jean Dufay obtient son baccalauréat en 1913. Deux ans plus tard, il est mobilisé lors de la Première Guerre mondiale où il est blessé. En 1919, il reprend son parcours universitaire à la faculté des sciences de Paris où, durant neuf ans, il alterne recherche et enseignement. Il obtient son doctorat en 1928 pour ses travaux sur la lumière du ciel nocturne avec Charles Fabry et Jean Cabannes. Durant cette période, il étudie également les nébuleuses, le milieu interstellaire, la région centrale de la Voie Lactée, les étoiles variables, les novae, les comètes et calcule, en 1925, l'altitude de la couche d'ozone avec Cabannes[réf. nécessaire].
Jean Dufay est nommé aide-astronome à l'observatoire de Lyon en février 1929, astronome adjoint en 1931, puis en devient le directeur de 1933 jusqu'à sa retraite en 1966. À partir de 1939 il est également directeur du nouvel observatoire de Haute-Provence. Dufay accordant une grande place à la photométrie et aux études spectrographiques. Il s'intéresse notamment à la haute atmosphère, aux comètes et aux étoiles variables. Ses mandats sont marqués par l'usage de plus en plus important de nouvelles méthodes d'observation des astres. Parmi ses étudiants, on retrouve notamment Joseph-Henri Bigay, qui lui succédera comme directeur de l'observatoire de Lyon, Marie Bloch, Agop Terzan et Tcheng Mao Lin, futur directeur de l'observatoire astronomique de Pékin.
En décembre 1934, il observe pour la première fois, avec Marie Bloch, les bandes d'absorption du cyanogène dans le spectre de la Nova Herculis 1934,,,.
Durant la Seconde Guerre mondiale, Jean Dufay multiplie les recours pour que Marie Bloch, d'origine juive, conserve son poste mais sans succès. Selon certains témoignages, plusieurs réunions de la Résistance se seraient tenues à l'observatoire de Lyon sous la présidence de Dufay. Après la Libération, il figure sur une liste du Parti communiste français.
Il est élu le 3 décembre 1946 à l'Académie des sciences, belles-lettres et arts de Lyon, et devient correspondant de l'Académie des sciences en 1961, puis membre non résidant en 1963.
En 1970, l'Union astronomique internationale donna le nom de Dufay à un cratère lunaire.

## Publications
Une bibliographie complète (428 références) figure dans la thèse citée dans les sources.
- Recherches sur la lumière du ciel nocturne, Thèse de l'Université de Paris, 1928 ;
- Étude de la lumière du fond du ciel nocturne, 1934 ;
- L'Observatoire de l'Université de Lyon (1932-1941), 1941 ;
- Le spectre du ciel nocturne dans le jaune et dans le rouge, de 5800 à 6900 Å, 1950 ;
- Nébuleuses galactiques et matière interstellaire, Albin Michel, « collection Sciences d'aujourd'hui », 1954 ;
- Spectroscopie: nouvelles mesures de la longueur d'onde des radiations rouges 1D2--3P2 et 1D2--3P1 de l'atome neutre d'oxygène dans la lumière du ciel nocturne, 1955 ;
- Contribution à l'étude du spectre du ciel nocturne dans le violet et le proche ultraviolet, 1955 ;
- Sur les variations d'intensité des raies H[alpha] et (N II) 6583 Å dans le spectre du ciel nocturne, 1961 ;
- Introduction à l'astrophysique. Les étoiles, Armand Colin, 1961 ;
- Les comètes, Presses universitaires de France, coll. « Que sais-je ? », 1966.

### Sources
- Notice biographique de l'Académie des sciences
- Nécrologie de Jean Dufay
- Yves Gomas, DUFAY Jean (1896-1967), in Dominique Saint-Pierre (dir.), Dictionnaire historique des académiciens de Lyon 1700-2016, Lyon : Éditions de l'Académie (4, avenue Adolphe Max, 69005 Lyon), 2017 ,  p. 456-457  (ISBN 978-2-9559433-0-4).
- Thèse de l'Université Lyon1 (2017) : Jean Dufay (1896-1967) professeur, astrophysicien et directeur d'observatoire